# Imre Furmen
Imre Furmen (* 14. August 1933 in Budapest, Königreich Ungarn; † 5. Februar 2021) war ein ungarischer Radrennfahrer und nationaler Meister im Radsport.

## Sportliche Laufbahn
Furmen war zunächst als Boxer aktiv, bevor er 1948 zum Radsport wechselte und dem Verein Partizán Budapest SC beitrat. 1950 wechselte er zu Honvéd Budapest. Während des Volksaufstandes in Ungarn ging er mit Richárd Bicskey nach Frankreich und bestritt dort Rennen. Im April 1957 kehrten beide nach Ungarn zurück. Er wechselte in den Verein FTC Budapest. Furmen war Bahnradsportler, der gelegentlich auch Straßenrennen fuhr.
Furmen war Teilnehmer der Olympischen Sommerspiele 1952 in Helsinki. Im Tandemrennen belegte er mit István Schillerwein den 5. Platz. In der Mannschaftsverfolgung wurde Ungarn (Imre Furmen, István Lang, István Pásztor, István Schillerwein) auf dem 10. Rang klassiert. Bei den Studenten-Weltmeisterschaften 1954 in Budapest gewann der ungarische Vierer in der Besetzung János Bascsák, Imre Furmen, István Pásztor, István Schillerwein die Goldmedaille. 
Seine Bilanz an ungarischen Meistertitel auf der Bahn umfasst 13 nationale Titel:
- im Tandemrennen 1951, 1952, 1954 (mit István Schillerwein), 1955 (mit Béla Szekeres), 1956 mit (János Söre), 1958 und 1960 mit (Richard Bicskey)
- im Zweier-Mannschaftsfahren 1951 (mit Lajos Sipos),1956 mit (Richard Bicskey)
- in der Mannschaftsverfolgung 1952 mit Géza Karakas, István Pásztor und István Schillerwein (Honvéd Budapest), 1954 mit István Pásztor, István Schillerwein und Béla Szekeres (Honvéd), 1955 mit Béla Bartusek, István Pásztor und István Schillerwein (Honvéd) 1956 mit Béla Bartusek, István Pásztor und János Söre (Honvéd).[1]

Bei den UCI-Bahn-Weltmeisterschaften 1957 wurde er 16. im Sprint, er schied gegen den späteren Weltmeister Michel Rousseau aus.

## Berufliches
Furmen war zunächst Angehöriger der ungarischen Armee. Später holte er eine Ausbildung zum Dreher nach und arbeitete in diesem Beruf. Kurzzeitig war er auch Trainer der Nationalmannschaft der Bahnfahrer.